# 제임스 고든 (DC 코믹스)
제임스 고든(James Gordon)은 미국의 만화 《배트맨》에 등장하는 인물이다. 형사로 묘사되고 있다.